# Piccadilly
Piccadilly è una delle principali strade di Londra e si sviluppa per 1,5 km partendo a sud-ovest da Hyde Park Corner per terminare a Piccadilly Circus a nord-est. La strada fa parte della strada nazionale A4 (Londra-Bristol) una delle principali arterie del paese. Piccadilly è interamente compresa nella Città di Westminster. Edifici notabili sulla strada includono il grande magazzino Fortnum and Mason, la Royal Academy, l'Hotel Ritz, il club della Royal Air Force, la libreria Hatchards e le ambasciate del Giappone e di Malta nel Regno Unito.

## Storia
Sino al XVII secolo l'area era conosciuta con il nome di Portugal. Il nome Piccadilly si deve ad un sarto di nome Robert Baker, proprietario di un negozio nello Strand, che fece fortuna producendo e vendendo 
dei colli rigidi che erano di moda all'epoca e che erano chiamati picadills. Il sarto comprò una vasta area nella zona occidentale di Londra e nel 1612 vi fece costruire un palazzo che venne chiamato Piccadilly Hall.
Dopo la restaurazione della monarchia inglese (1660) le aree di Piccadilly e di Mayfair (situata più a nord) divennero delle ambite località residenziali, vi vennero costruiti alcuni fra i più sontuosi palazzi londinesi dell'epoca come Clarendon House (dove ora si trova Albemarle Street), Berkeley House (in seguito Devonshire House) e la residenza di Sir John Denham's (poi Burlington House). 
Successiva è invece la costruzione di Melbourne House (ora The Albany), Apsley House, Bath House e Cambridge House.
Nella parte occidentale della strada risiedevano diversi membri del ramo britannico della famiglia Rothschild, tanto che colloquialmente quella parte di strada venne chiamata Rothschild Row. Agli inizi dello scorso secolo molti di questi edifici erano già stati demoliti oppure erano divenuti edifici pubblici. L'allargamento di Park Lane e la trasformazione di Hyde Park Corner in uno dei principali punti di snodo del traffico troncarono l'estremo occidentale della via col risultato che Apsley House ne venne di fatto staccato. 

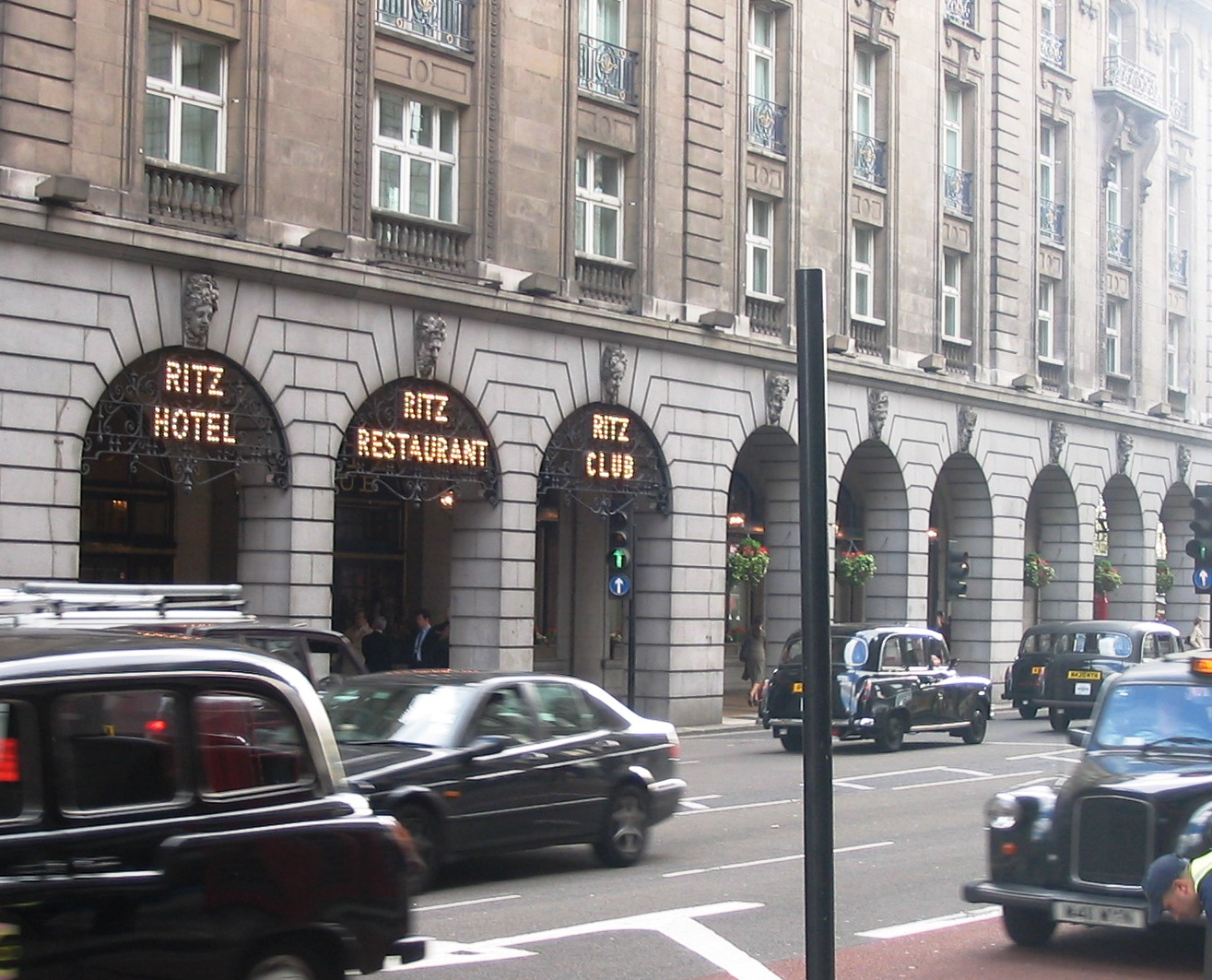
Il Ritz visto da Piccadilly

A dispetto della presenza di alcuni negozi molto famosi attualmente Piccadilly non è una delle principali strade dello shopping londinese. Vi si trovano l'Hotel Ritz ed alcuni altri hotel di lusso, edifici di uffici ed alcuni edifici residenziali di lusso.

## Opera
Nell'operetta Patience da Gilbert e Sullivan (1881) il personaggio principale Bunthorne menziona la strada nella sua aria solo, come "If you walk down Piccadilly with a poppy or a lily in your medieval hand".

## Cinema
Un film inglese girato nel 1929 si intitola Piccadilly, mentre nel film musicale del 1968 Un giorno... di prima mattina una delle canzoni principali ha lo stesso titolo. Il ritornello descrive la via come "Dear old London's broad high way".